# Château de Balincourt
Le château de Balincourt est un château français situé dans les communes d'Arronville, Theuville et Menouville, dans la vallée du Sausseron située dans le Vexin français et dans le département du Val-d'Oise et la région d'Île-de-France.
Conçu dans la seconde moitié du XVIIIe siècle par l'architecte Denis-Claude Liégeon, il a été remanié à deux reprises dans la première moitié du XXe siècle, d'abord pour le roi Léopold II de Belgique puis pour le marchand d'armes et financier Sir Basil Zaharoff. Le château et le parc sont inscrits à l'inventaire supplémentaire des monuments historiques par arrêté du 27 février 1989.

## Historique
Le château de Balincourt a été construit dans la seconde moitié du XVIIIe siècle, sans doute vers 1780, par Denis-Claude Liégeon, architecte des Menus-Plaisirs, pour Charles-Louis Testu de Balincourt (1729-1794), maréchal de camp, et sa seconde épouse née Anne Alexandrine de Bernard de Champigny-Montgon (1758-1793). Liégeon est également l'auteur du parc et des dépendances, notamment l'orangerie et la chapelle. Selon l'historien Michel Gallet, le château de Balincourt était l'œuvre dont Liégeon était le plus fier et dont il a écrit qu'il était très considérable, très décoré et lui avait valu beaucoup d'éloges : « Une vignette très rare conserve l'aspect originel de la façade du côté de l'arrivée. On y voit un péristyle colossal de quatre colonnes ioniques. De part et d'autre du logis, un peu séparés, une chapelle royale et un appartement des bains amplifiaient l'ordonnance ; ils ont été démolis ».
Jacques-Antoine Dulaure dans sa Nouvelle description des environs de Paris, publiée en 1786 soit peu après l'achèvement du château, en donne la description suivante : « Ce château est isolé et décoré sur toutes ses faces ; celle de la principale entrée est composée de deux ordres de colonnes ; le corps du milieu est formé par quatre colonnes ioniques portant un fronton, orné d'un bas-relief. À la hauteur du premier étage, il règne un petit ordre de colonnes doriques, formant un péristyle circulaire qui, d'un côté, mène à une chapelle, de l'autre à un appartement des bains. Le rez-de-chaussée de ce château est d'une grande représentation, qu'il doit à sa hauteur et à sa belle décoration. La chapelle, de forme ovale, est décorée de huit colonnes d'ordre ionique. Le tableau d'autel est de Philippe Champagne. »
Une statue colossale du maréchal de Balincourt, oncle du commanditaire, œuvre de Bocciardi, sculpteur des Menus-Plaisirs du roi, fut érigée aux abords du château. « Ce monument, écrit Dulaure, qui a vingt-quatre pieds de hauteur, est placé à l’extrémité de l'avenue, au milieu d'une grande place circulaire environnée d'arbres. Il est entouré d'une balustrade, et la figure du maréchal est élevée sur un piédestal, décoré de trophées d'armes et d'inscriptions. Cet ouvrage a été exécuté par M. Boccardy. » Aîné de la famille, le maréchal de Balincourt est mort sans postérité en 1770, léguant le domaine de Balincourt à son neveu.

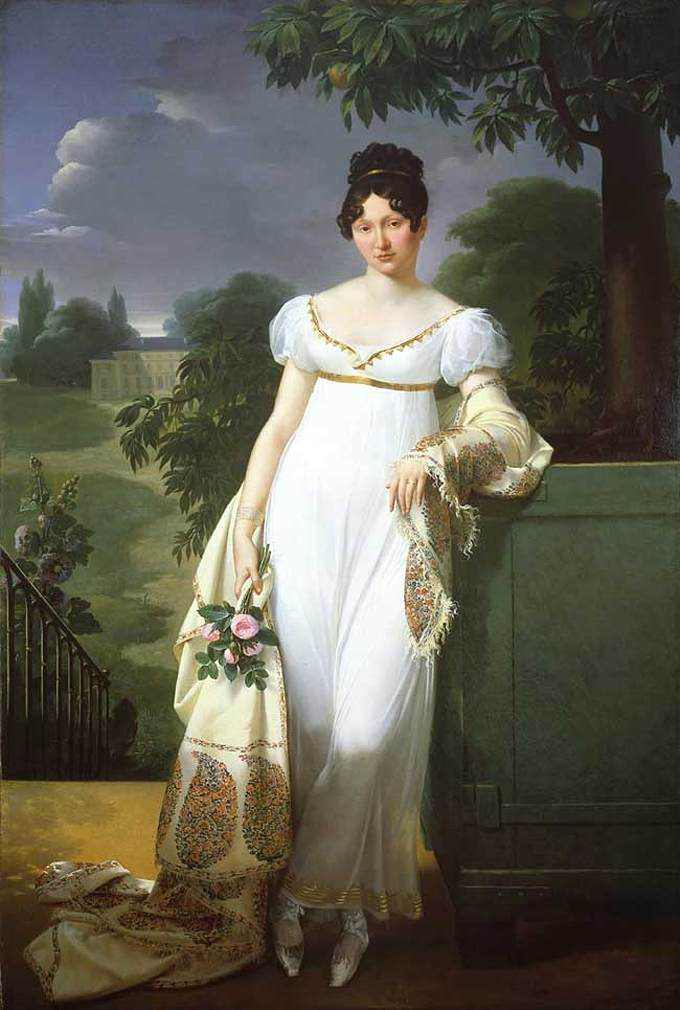
Merry-Joseph Blondel, Portrait de Félicité-Louise-Julie-Constance de Durfort, maréchale de Beurnonville, 1808, avec en arrière-plan le château de Balincourt.

Les propriétaires sont exécutés sous la Révolution française et le château devient en 1803 la propriété de Pierre Riel de Beurnonville (1752-1821), comte de l'Empire et futur maréchal de France. En 1805, il épouse Félicité-Louise-Julie-Constance de Durfort (1782-1870), fille du comte de Durfort, ancien ambassadeur de France près la république de Venise. Celle-ci est à l'origine des nouveaux aménagements intérieurs du château en style Empire. Son portrait par Merry-Joseph Blondel (1808) la représente dans le parc, avec une vue du château dans le lointain.
Après la mort de la maréchale de Beurnonville, le 7 février 1870, le château échoit au neveu du maréchal, Étienne Martin de Beurnonville (1789-1876),. Après lui, le domaine passe à ses deux fils dont l'aîné, Étienne-Edmond Martin de Beurnonville, décède en 1906 sans postérité directe.
Le domaine est acheté en 1908, un an avant sa mort, par le roi des Belges, Léopold II, pour l'offrir à sa maîtresse, Blanche Delacroix (1883-1948), baronne de Vaughan. « Le château de Balincourt, écrit celle-ci dans ses mémoires, devint [...] ma propriété personnelle. Mais ce fut le roi qui se chargea de l'aménager. Architectes et maçons envahirent la vieille demeure seigneuriale. On jeta des murs à bas, on supprima des cloisons, on installa le chauffage central, on multiplia les éléments de confort. En quelques jours, le château ne fut plus qu'un extraordinaire amas de plâtres, de poutres bâchées, de mortier gâché... Mais, en moins de deux mois, tout en gardant son élégance sobre de pur style Louis XVI, Balincourt se dressait pimpant, la façade ravalée et bien blanche, toutes les pièces refaites, lumineuses, spacieuses, aérées. J'avais quelques meubles à Bruxelles. Le roi m'interdit de les faire revenir. Il commanda à Jansen de meubler, de tapisser, d'installer Balincourt dans le goût le plus parfait. Le moindre de mes meubles, de mes tapis, fut une véritable pièce de musée. Je ne ferai allusion qu'à ma salle de bains en porphyre et qu'à sa baignoire en argent massif. Les domestiques n'eurent rien à m'envier. La chambre de chacun d'eux eut sa salle de bains. Et, pour les amateurs de natation, dans le sous-sol, on creusa une piscine pavée de mosaïque d'azur et d'or. Au fond du parc fut élevée une chapelle de style grec, et l'évêque de Versailles, Mgr Gibier, vint la dédier au culte et autorisa le roi – non moi – à y faire dire la messe. Je fis mon entrée de propriétaire à Balincourt entourée de tout un personnel zélé et discret dans le décor le plus cérémonieux. Et j'entrai dans la chambre pour trouver sur mon lit une courte-pointe en dentelle d'Angleterre. Le roi l'avait payée cent vingt mille francs. »

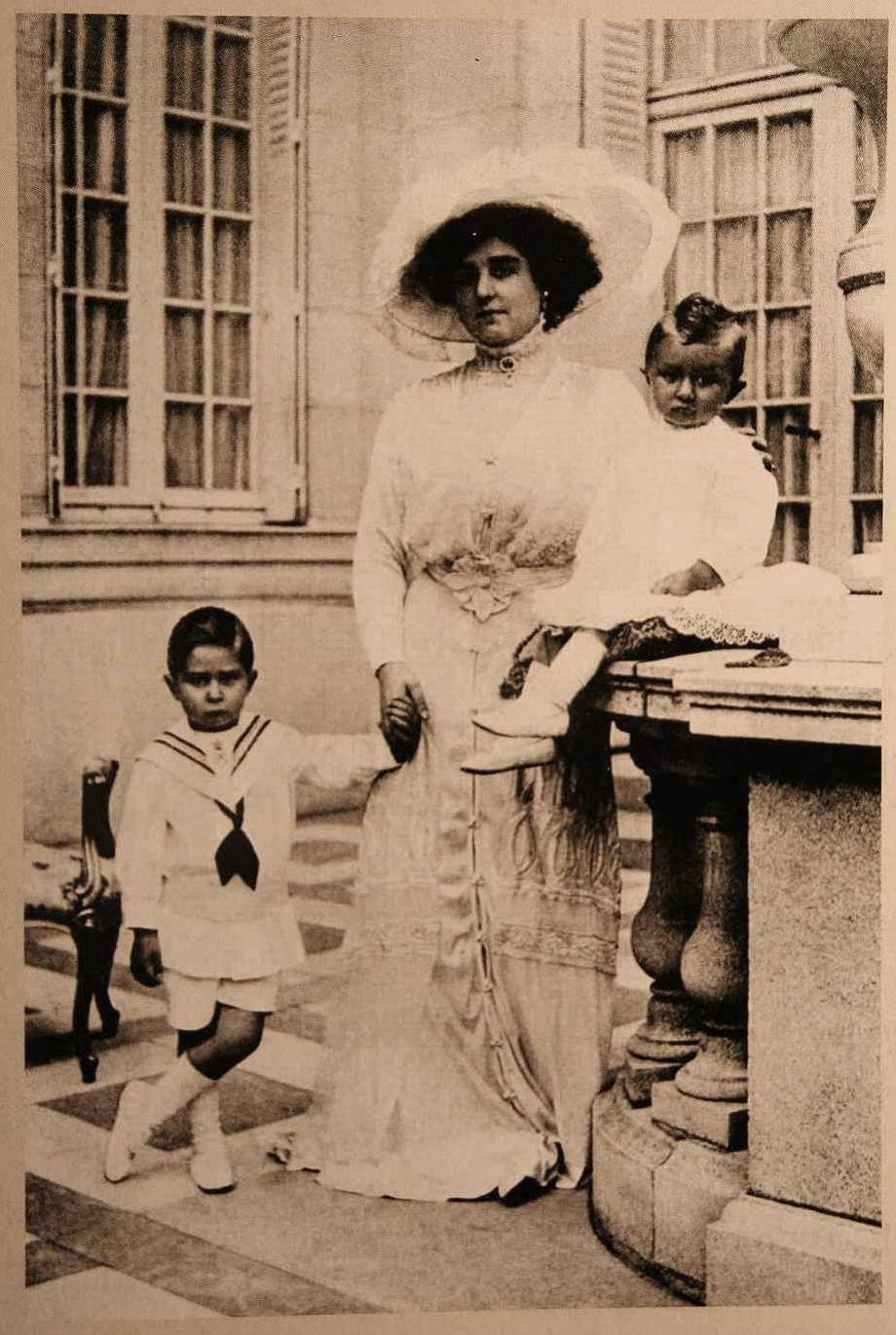
Blanche Delacroix, baronne de Vaughan, avec ses deux enfants à la villa Van der Borght.

Le commanditaire y fait faire de nombreuses et luxueuses transformations. Selon Michel Gallet : « Un architecte qui ne peut être que Charles Girault, confident du souverain, fit avancer les travées centrales de la façade au droit des colonnes et transforma le péristyle en une galerie longitudinale qui dégage plus commodément qu'autrefois le grand appartement ». Des lambris de style Louis XVI sont posés par la maison Jansen.
En 1915, la baronne de Vaughan cède le domaine pour un million de francs-or au marchand d'armes et financier grec, Sir Basil Zaharoff (1849-1936), qui partage son temps entre Balincourt l'été, où il reçoit discrètement hommes politiques et chefs militaires, et Monte-Carlo l'hiver. Il y fait réaliser quelques travaux par l'architecte grec installé en France Nikolaos Zahos (°1875), notamment, dans le parc, une colonnade en arc-de-cercle d'une hauteur de 9 mètres « conçue dans l’ordre ionique de l’Érechthéion » ainsi que, probablement, la transformation de la façade sur le parc.
Selon la base Mérimée, d'autres transformations sont effectuées par l'aquarelliste, décorateur, architecte et paysagiste d'origine vénitienne, Raffaele Mainella (it) (1856-1941), parfois surnommé « le mage des jardins » : outre la recomposition des décors intérieurs, l'artiste serait intervenu sur les dépendances et sur le parc, réaménageant l'orangerie et la chapelle et rajoutant plusieurs fabriques pittoresques ainsi que des aménagements hydrauliques. Les jardins à la française s'enrichissent de sculptures importées d'Italie.
À la mort de Sir Basil Zaharoff, le château passe à la troisième des filles issues du premier mariage de sa troisième épouse, Maria del Pilar de Muguiro y Beruete (1869-1926), duchesse de Villa-Franca, et de Francisco María de Borbón-Braganza y Borbón (1861-1923), duc de Marchena : Maria de los Angelos de Borbón y de Muguiro (1895-1964), qui porte le titre de « dame de Balincourt ». En 1920, elle épouse au château de Balincourt Jan Ostrorog (1896-1975) turc d'origine polonaise. Ils ont une fille unique, Anne Ostrorog (1923-2004), qui épouse en premières noces en 1941 au château de Balincourt Georges Aubert de Saint-Georges du Petit-Thouars (1913-1952) ; en secondes noces en 1954, toujours au château de Balincourt, Pierre Blaton (1925-1974); et enfin en troisièmes noces en 1986 Antoine du Chastel de La Howarderie (1925-2010). Elle a deux fils issus de son premier mariage, Yves Aubert de Saint-Georges du Petit-Thouars (°1942), actuel maire de Theuville, et Jean Aubert de Saint-Georges du Petit-Thouars (°1943), et une fille issue de son second mariage, Angèle Blaton, comtesse de Liedekerke Beaufort (°1955).

## Architecture

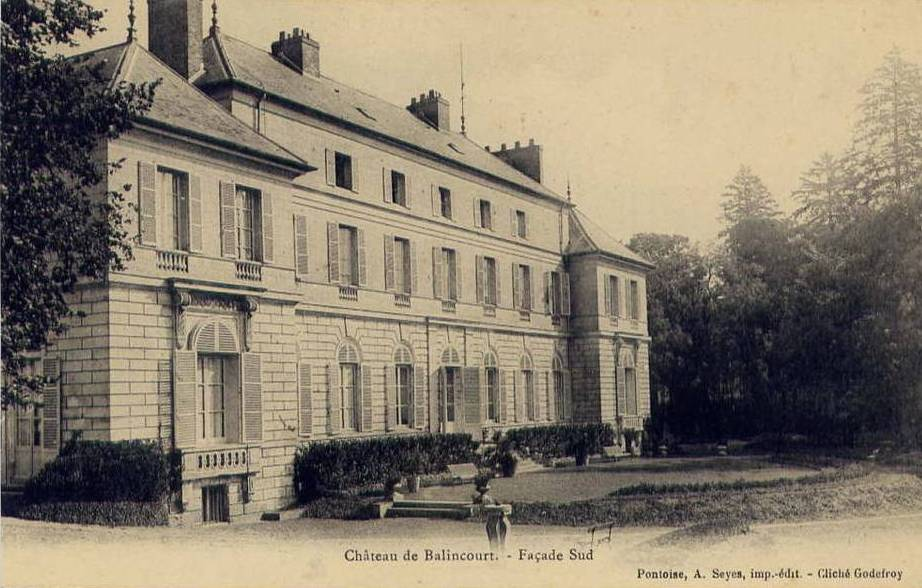
Façade sur le parc, avant les transformations apportées par Sir Basil Zaharoff.

Le château est de style classique, mais a été édifié par Denis-Claude Liégeon sur les belles caves voûtées de l'ancien manoir. Les transformations des années 1920 se font dans un style antiquisant, ne rompant pas avec l'architecture d'origine si bien qu'il devient difficile de distinguer les époques des différents éléments. Le corps principal de logis s'organise sur sept travées et comporte deux étages, dont le second est un attique. Le toit est à deux croupes. La façade sur la cour d'honneur est orientée vers le nord-nord-est. Elle est précédée par un péristyle en saillie, reposant sur quatre colonnes ioniques dont les chapiteaux sont inspirés du temple d'Athéna de Priène, et surmonté d'un fronton triangulaire décoré par un imposant soleil en bronze en 1920. Deux ailes latérales en retour d'équerre flanquent la cour d'honneur ; elles ne comportent qu'un seul étage et sont également couvertes de toits à deux croupes. La façade sur les jardins est orientée vers le sud-sud-ouest et est d'une facture plus simple. Les fenêtres du rez-de-chaussée sont plein cintre ; les autres rectangulaires. Le portail au centre du rez-de-chaussée est cantonné de deux colonnes supportant un petit balcon, accessible par une porte-fenêtre du premier étage. Cette dernière est encadrée par deux colonnes engagées et surmonté d'un petit fronton triangulaire, aménagements sans doute entrepris pour Sir Basil Zaharoff et ne figurant pas sur les cartes postales anciennes. Il en est de même des six pots-à-feu disposées dans des niches dans les trumeaux de l'étage supérieur.
À droite de la cour d'honneur en approchant du château, se trouve l'ancienne orangerie renfermant un petit théâtre au caractère intime depuis les transformations dirigées par Raffaelle Maïnella. La façade principale de l'orangerie est orientée pareillement que la façade sur jardin du château. Au nord de l'orangerie sur un petit chemin traversant un bosquet, se situe la chapelle du château, qui lui est contemporaine. Elle est également attribuée à Denis-Claude Liégeon. — Dans la perspective prolongée de la cour d'honneur, se situe un canal longeant d'abord le chemin à sa droite, puis à la fin de ce chemin, entre dans son axe et se divise en deux bras, formant ainsi une île longue et étroite. Du côté opposé, au sud-sud-ouest du château, les parterres se terminent par un bassin, dont l'extrémité est occupée au centre par une terrasse, et agrémentée de deux colonnades disposées en quart-de-cercle. Elles consistent en colonnes ioniques supportant une architrave dont le décor est seulement esquissé, et qui est couronnée de pots-à-feu, à raison d'un pour chaque colonne. Ce n'est pas la seule fabrique de jardin imaginée par Raffaelle Maïnella ; dispersés dans le parc, l'on compte une tour gothique, une fausse ruine, une loggia mauresque présentant de chaque côté quatre arcades en tiers-point reposant sur des colonnettes à chapiteaux, etc..

## Lieu de tournage
- 2024 : Le Comte de Monte-Cristo de Matthieu Delaporte et Alexandre De La Patellière. La scène de chasse et la réception qui s'ensuit ont été filmées au château de Balincourt, qui constitue la résidence du baron Danglars interprété par Patrick Mille.